# Kodjéna
Kodjéna, également appelé Kourdyana, est une commune rurale située dans le département de Liptougou de la province de la Gnagna dans la région de l'Est au Burkina Faso.

## Géographie
Kodjéna est situé à 16 km au Sud-Ouest de Liptougou sur la route départementale 18.

## Santé et éducation
Kodjéna accueille un centre de santé et de promotion sociale (CSPS).